# Tavistock (Devon)
Tavistock ist eine Kleinstadt am Tavy im Westen der Grafschaft Devon. Der Fluss war der Grund für die Namensgebung. Die Einwohnerzahl wird für Mitte 2018 auf 12.500 Personen geschätzt. Die Stadt wird auch als westliches Tor zum Dartmoor bezeichnet.

## Geschichte
Der Megalithkomplex von Merrivale liegt im Dartmoor National Park bei Tavistock.
Die Geschichte der Stadt beginnt mit einer eisenzeitlichen Befestigung um ca. 800 n. Chr. Um 961 wurde die Abtei Tavistock Abbey gegründet, deren Ruinen im heutigen Stadtzentrum liegen. Es handelte sich um eine Benediktinerabtei, die unter Heinrich VIII. aufgelöst wurde und das Land der Familie Russell übereignet wurde, die später die Dukes of Bedford stellten. Als Rest ist neben dem aufgehenden Mauerwerk der ruinösen Anteile eine Privatbibliothek geblieben. Die Anlage ist ein scheduled Monument. Es wird davon ausgegangen, dass der Abt für das Kloster auch feudalherrliche Rechte besaß. Nach dem Fall von Exeter und Südwestengland durch Wilhelm den Eroberer wird im Domesday Book der Herrensitz sowie weiterer Landbesitz in der Umgebung von Tavistock als Eigentum der Kirche aufgeführt, womit Exeter und Tavistock die Bedeutung als die beiden einzigen kirchlichen Feudalsitze in Devon zukommt.
Die Stadt besaß sicher seit dem 12. Jahrhundert Marktrechte, die von Heinrich I. verliehen wurden und die sich auf Wollhandel gründeten, später kamen Zinnvermarktung und im 19. Jahrhundert Kupfervermarktung hinzu. Der Pannier Market ist ein Gebäudemonument, das heute noch von dieser Vergangenheit zeugt.
1626 wurde die Stadt von der Pest heimgesucht, im Bürgerkrieg wechselte die Stadt mehrmals den Besitzer in den kriegerischen Auseinandersetzungen zwischen Royalisten und Parlamentsarmeen, wobei die Stadt tendenziell eher den Parlamentariern zugeneigt war. König Karl II. verlieh der Stadt weitere administrative Rechte.

## Persönlichkeiten
- Francis Drake (um 1540–1596), Freibeuter und Entdecker
- William Browne (um 1590–um 1645), Dichter von Schäferdichtungen
- William Weekes Fowler (1849–1923), Geistlicher und Entomologe
- James Withycombe (1854–1919), Politiker
- David McKee (1935–2022), Kinderbuchautor und Illustrator
- John Surman (* 1944), Jazz-Musiker und -Komponist
- Angela Mudge (* 1970), Berg- und Crossläuferin
- Andy Hicks (* 1973), seit 1991 Snooker-Profispieler
- Kate Allenby (* 1974), Pentathletin und Fechterin

## Geologie und Bergbau
Die Stadt liegt in einer Gegend mit zahlreichen Gesteinsarten von Urgesteinen beginnend zu Sedimentgesteinen bis hin zu verschiedenen Resten vulkanischer Aktivität, was die Gegend auch an Metallerzen reich macht. Um Tavistock dominieren fossilienfreie Sedimentgesteine – überwiegend Schiefer. Die Stadt hatte daher auch das Recht, Zinn abzubauen und zu vermarkten, wobei die Bergbautradition heute erloschen ist. Später hat nochmals das Kupfer eine Wiederbelebung gebracht.

## Verkehrsanbindung
Die A386 verbindet Tavistock mit Okehampton und Plymouth, wobei über Okehampton die Verbindung nach Exeter besteht über die A30road. Die A390 zweigt im Stadtgebiet von Tavistock ab und verbindet die Stadt mit Callington und dem Westen von Cornwall.

## Bildung und Sport
Die Stadt beherbergt die Mount Kelly School, ein Internat mit A-level als Abschluss. Der Erziehungsschwerpunkt dieser Schule ist nach eigenen Angaben auf den Schwimmsport konzentriert. Das Resultat sollen insgesamt sieben olympische Medaillen für Schüler dieser Schule gewesen sein.

## Sehenswürdigkeiten
- Die gotische Hauptkirche hat einen Kern aus dem 14. Jahrhundert, ihre heutige Substanz wurde aber überwiegend im 16. Jahrhundert errichtet. Sie ist eine der über 1300 Hallenkirchen Englands, mit den für die Pfarrkirchen dieses Landes typischen hölzernen Deckenkonstruktionen. Geweiht ist sie St. Eustachius, der ein für seinen Glauben zu Tode gemarterte römischer Soldat gewesen sein soll.
- Das Rathaus – die Town Hall mit Platz für 500 Menschen – wurde im 19. Jahrhundert erbaut.
- Auch das Denkmal für Francis Drake stammt aus dem 19. Jahrhundert.[1]
- Der Megalithkomplex von Merrivale (auch Merivale) liegt im Dartmoor National Park nahe der B3357 bei Tavistock.

## Partnerstädte

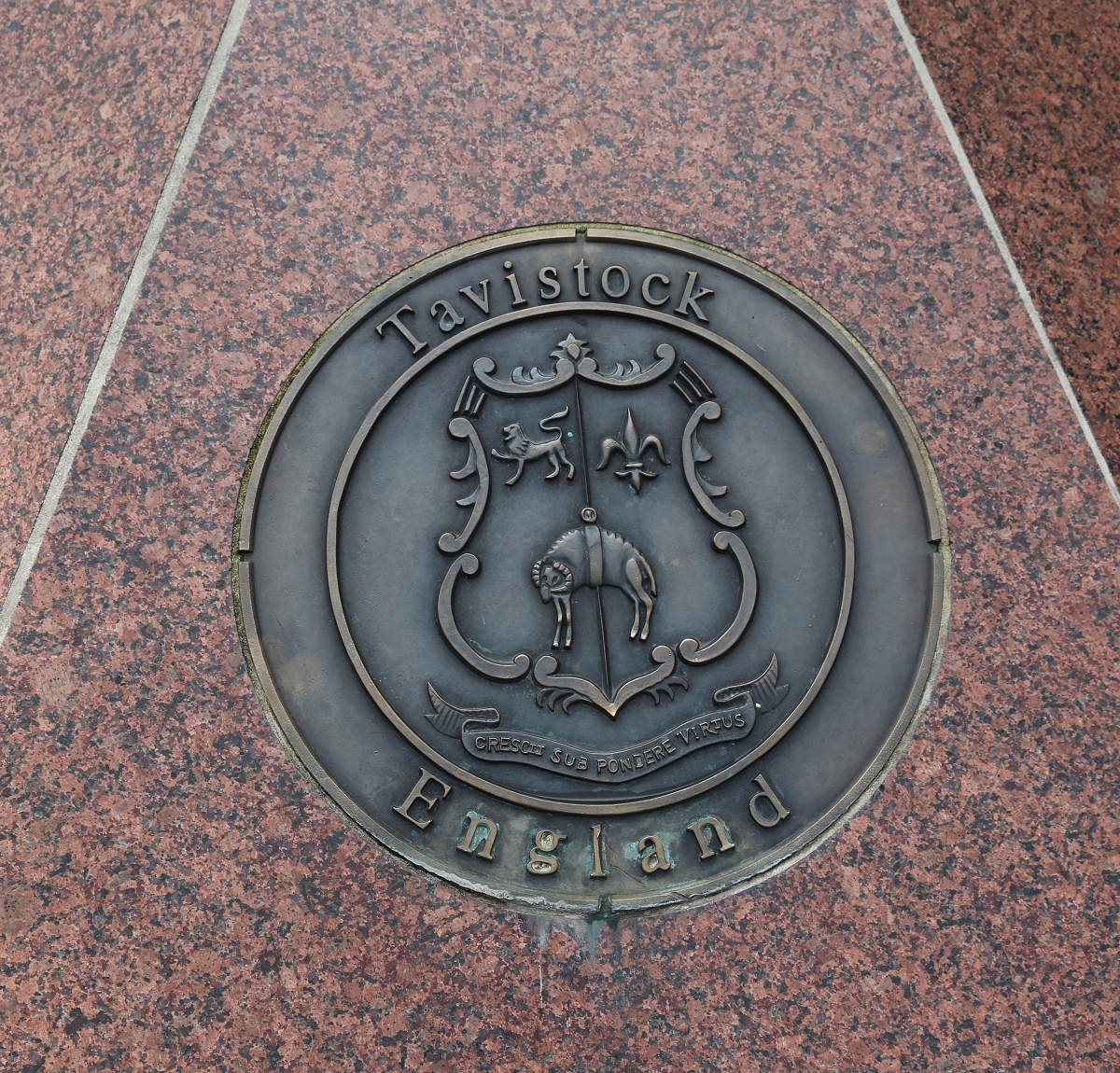
Siegel in Partnerstadt Celle (Deutschland), Granit-Kunstwerk

- Pontivy, Frankreich, seit 1958
- Celle, Deutschland, seit 1977[7][8]